# Mănăstirea Shirgj

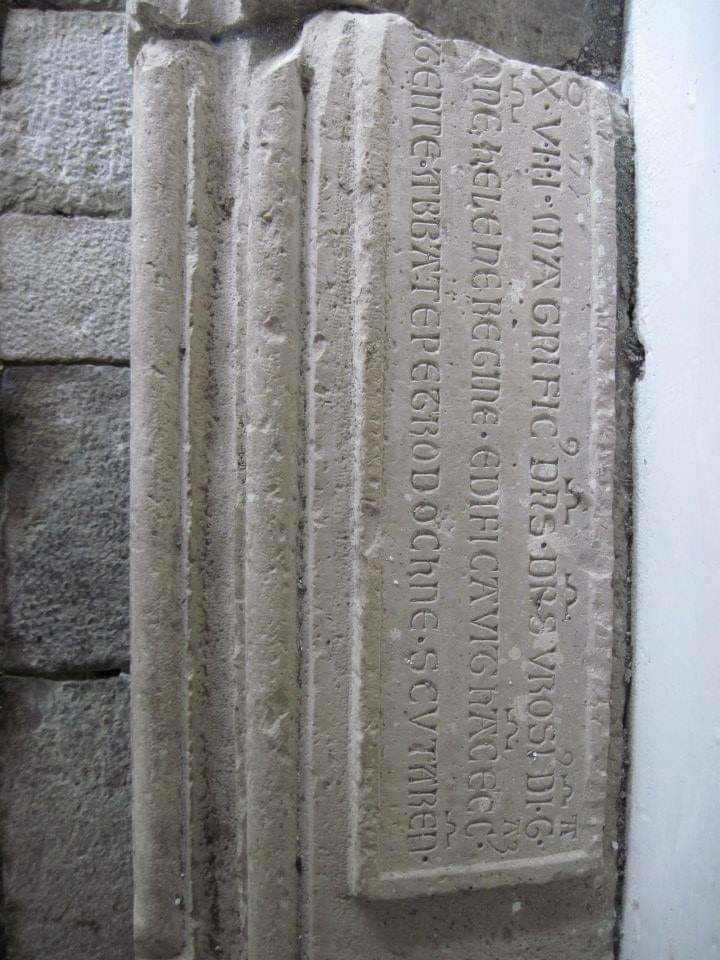
Pisanie în limba latină, cu referire la regele Ștefan Uroš I al Serbiei și la regina Elena de Anjou

Mănăstirea Shirgj (în albaneză Manastiri i Shën Shirgjit dhe Bakut, în traducere Mănăstirea Sfinților Sergiu și Vah (Bachus)) a fost o mănăstire benedictină ctitorită de regina Elena de Anjou în secolul al XIII-lea pe râul Buna, la 9 km de Scutari (Shkodër).
După ocupația otomană edificiul s-a părăginit. În anul 1684 arhiepiscopul Pjetër Bogdani menționa îngroparea în pământ a clopotelor bisericii. În prezent se mai păstrează ruine ale lăcașului, precum și cimitirul aferent.
Localitatea Shirgj⁠(en)[traduceți] (în italiană San Sergio), un important centru comercial din evul mediu, s-a depopulat de-a lungul timpului. Până în 2015 a făcut parte din comuna Dajç, după care a fost inclusă în municipiul Scutari.
Ruinele bisericii au fost declarate în anul 1973 monument istoric.